# Giải vô địch Major Counter-Strike
Giải vô địch Major Counter-Strike (Tiếng Anh: Counter-Strike Major Championships), thường được gọi là Major, là giải đấu thể thao điện tử của tựa game Counter-Strike được tài trợ bởi Valve - nhà phát triển của tựa game. Giải đấu Major đầu tiên diễn ra vào năm 2013 tại Jönköping, Thụy Điển và được tổ chức bởi DreamHack với tổng giải thưởng là 250.000$ chia đều cho 16 đội. Đến nay đã có 18 giải Major đã được thi đấu trong Counter-Strike: Global Offensive. Kể từ bản phát hành năm 2023 của Counter-Strike 2, các giải đấu Counter-Strike, bao gồm cả các giải Major, đều được thi đấu trên CS2.
Kể từ đó, giải Major đã mở rộng đáng kể, với các giải đấu gần đây có tổng giải thưởng trị giá 2.000.000 USD và có sự góp mặt của 24 đội từ khắp nơi trên thế giới. Major được coi là giải đấu quan trọng và danh giá nhất trong làng Counter-Strike.
Đương kim vô địch hiện tại là Team Vitality - đội tuyển đã giành được chức vô địch Major thứ hai tại giải đấu BLAST Austin Major 2025. Astralis hiện đang là đội giữ kỉ lục vô địch Major nhiều nhất với 4 lần vô địch.

## Lịch sử
Counter-Strike: Global Offensive là một trò chơi điện tử bắn súng góc nhìn thứ nhất nhiều người chơi được phát triển bởi Hidden Path Entertainment và Valve. Đây là trò chơi thứ tư trong loạt series game Counter-Strike. Trò chơi đầu tiên trong series, Counter-Strike 1.6, được phát hành chính thức vào năm 2000 và lối chơi cạnh tranh bắt đầu ngay sau đó. Giải đấu quốc tế quan trọng đầu tiên là Giải vô địch mùa đông Cyberathlete Professional League 2001, được coi là "Major" đầu tiên. Các giải vô địch mùa hè và mùa đông CPL, cùng với World Cyber Games, Electronic Sports World Cup và Intel Extreme Masters World Championships, được cộng đồng coi là các giải Major, mặc dù Valve không tài trợ hoặc đưa ra thông báo chính thức nào cho các giải đấu.
Các đội Thụy Điển, đáng chú ý nhất là SK Gaming, đã thống trị các giải Major từ rất sớm nhưng đội tuyển Golden Five đến từ Ba Lan mới là đội thành công nhất. Nhiều đội từ các khu vực khác trên thế giới đều giành được các giải Major, bao gồm Team 3D đến từ Hoa Kỳ tại CPL Mùa đông 2002 và WCG 2004, NoA đến từ Na Uy tại CPL Mùa đông 2004, mibr từ Brazil tại ESWC 2006, và WeMade FOX từ Hàn Quốc tại WEM 2010.
Vào ngày 16 tháng 9 năm 2013, một năm sau khi phát hành Counter Strike: Global Offensive, Valve đã công bố giải thưởng 250.000$ do cộng đồng tài trợ cho giải CS:GO Major chính thức đầu tiên. Số tiền này được cộng đồng tài trợ một phần thông qua bản cập nhật Arms Deal của trò chơi, cho phép người chơi mua skin trong trò chơi. Valve thông báo giải đấu sẽ diễn ra tại Thụy Điển và do DreamHack tổ chức. Giải đấu diễn ra vào cuối tháng 11 và đội tuyển đến từ Thụy Điển Fnatic, đội tuyển đã gây khó khăn cho Ninjas in Pyjamas trong trận chung kết. Sau Dreamhack 2013, Valve thông báo họ sẽ hợp tác với các nhà tổ chức giải đấu để tổ chức ba giải Major mỗi năm. Các giải đấu lớn này là những sự kiện danh giá nhất trong đấu trường CS:GO, và di sản của các tuyển thủ chuyên nghiệp thường được đánh giá qua màn trình diễn của họ tại các giải đấu này.
Các giải Major đầu tiên bị thống trị bởi các đội tuyển đến từ Thụy Điển, vì Fnatic và NiP đã kết hợp để giành được bốn trong sáu giải Major đầu tiên. NiP đã tham gia năm trong sáu trận chung kết lớn đầu tiên. Khi Fnatic vô địch Cologne 2015, họ trở thành đội đầu tiên quay trở lại vô địch Major, và là đội đầu tiên 3 lần vô địch Major. Chỉ có đội tuyển đến từ đan mạch là Astralis mới có thể san bằng được thành tích đó.
Vào cuối năm 2015, Valve thông báo rằng MLG sẽ tổ chức giải Major đầu tiên ở Bắc Mỹ. Vào ngày 23 tháng 2 năm 2016, với MLG Columbus 2016 sắp diễn ra, Valve đã thông báo tăng giải thưởng từ 250.000$ lên 1.000.000$. Tuy nhiên, Valve đã giảm số lượng các giải Major mỗi năm từ ba xuống còn hai. Luminosity Gaming, một đội tuyển Brazil, đã giành chiến thắng trong giải đấu này để trở thành đội đầu tiên không thuộc Châu Âu giành được chức vô địch Major. Đội hình này cũng tiếp tục giành được chức vô địch Major thứ hai dưới tên gọi là SK Gaming tại ESL One Cologne 2016.
Gambit Esports, chủ yếu gồm các tuyển thủ đến từ Kazakhstan, đã vô địch PGL Major Kraków 2017 để trở thành đội Châu Á và CIS đầu tiên giành được chức vô địch Major.
Vào ngày 13 tháng 12 năm 2017, tổng giám đốc của ELEAGUE, đơn vị đăng cai tổ chức ELEAGUE Major: Boston 2018, đã công bố một thể thức mới do Valve và ELEAGUE thiết kế sẽ mở rộng số đội tham gia Major từ 16 lên 24. Đây cũng là giải Major đầu tiên diễn ra ở nhiều thành phố, các vòng bảng diễn ra ở Atlanta tại Turner Studios. Cloud9, một đội tuyển đến từ Bắc Mỹ, đã giành chiến thắng trong giải đấu lần này để trở thành đội Bắc Mỹ đầu tiên vô địch Major.
Sau Boston 2018, đội tuyển Astralis của Đan Mạch đã trở thành đội đứng đầu trong CS:GO và là một trong những đội tuyển xuất sắc nhất trong lịch sử Counter-Strike. Với chiến thắng tại London 2018, Katowice 2019 và Berlin 2019, Astralis trở thành đội đầu tiên giành được ba chức vô địch Major liên tiếp và tổng cộng bốn giải đấu Major. Sau Berlin 2019, Valve và ESL đã công bố giải đấu Major tiếp theo, ESL One Rio 2020, sẽ là giải Major đầu tiên được tổ chức ở Nam Mỹ. Rio 2020 ban đầu được lên lịch vào tháng 5, sau đó bị hoãn sang tháng 11 do ảnh hưởng của đại dịch COVID-19. Giải đấu Major táng 11 đã được công bố với tổng giải thưởng 2.000.000$, kết hợp số tiền đáng lẽ sẽ được dành cho cả hai giải đấu Major. Vào tháng 9 năm 2020, Rio Major chính thức bị hủy bỏ do COVID-19. Vào tháng 12 năm 2020, Valve đã chuyển giải Major năm 2021 từ tháng 5 sang tháng 10 và tháng 11, với lý do lo ngại về dịch bệnh. Vào ngày 14 tháng 1 năm 2021, Valve thông báo rằng giải đấu sẽ được tổ chức từ ngày 23 tháng 10 đến ngày 7 tháng 11 tại Stockholm. Hơn hai năm sau giải Major cuối cùng được tổ chức vào năm 2019. PGL Major Stockholm 2021 đã diễn ra, với đội tuyển được yêu thích nhất là Natus Vincere thống trị giải đấu và trở thành đội đầu tiên trong lịch sử CS:GO vô địch Major mà không để thua một map đấu nào trong suốt giải đấu. PGL Major Stockholm 2021 đã vượt qua kỷ lục người xem lâu đời của Counter-Strike 4 lần; đạt 2,75 triệu người xem cùng lúc trong trận chung kết.
FaZe Clan là đội tuyển tiếp theo vô địch tại PGL Major Antwerp 2022, đánh bại Natus Vincere 2-0 và trở thành đội tuyển đa quốc tịch đầu tiên trong lịch sử CS:GO vô địch một giải Major.
Sự kiện ESL One Rio 2020 Major bị hủy trước đó do đại dịch COVID-19 đã được thay thế bằng IEM Rio Major 2022 và được tổ chức tại Rio de Janeiro, Brazil vào ngày 31 tháng 10 - ngày 13 tháng 11 năm 2022. Outsiders, một cái tên trung lập của tổ chức thể thao điện tử Virtus.pro do có quan hệ với chính phủ nước Nga trước sự kiện Chiến tranh Nga - Ukraina, đã giành chức vô địch giải đấu khi đánh bại Heroic trong trận chung kết tổng với tỷ số 2-0.
BLAST Paris Major 2023 được tổ chức tại Paris từ ngày 8 tháng 5 đến ngày 21 tháng 5 năm 2023 với tổng giải thưởng trị giá $1.250.000 USD. Ngay sau khi Counter-Strike 2 được công bố, tài khoản Twitter chính thức của CS:GO đã thông báo rằng BLAST Paris Major sẽ là kì Major cuối cùng của CSGO với giải đấu Major tiếp theo sẽ diễn ra vào tháng 3 năm 2024 của Counter Strike 2. Team Vitality, một tổ chức thể thao điện tử của Pháp với tuyển thủ ngôi sao của họ - Mathieu ''ZywOo'' Herbaut, đã đánh bại chú ngựa ô GamerLegion của giải đấu với tỷ số 2-0 để giành chức vô địch Major cuối cùng của CS:GO.
Giải đấu Counter-Strike 2 Major đầu tiên được công bố là PGL CS2 Major Copenhagen 2024, dự kiến được tổ chức từ ngày 17 đến ngày 31 tháng 3 tại Royal Arena. Vào ngày 12 tháng 11 năm 2023, Perfect World, đơn vị chịu trách nhiệm phân phối Counter-Strike 2 tại Trung Quốc, đã công bố giải đấu Major thứ hai sau khi phát hành Counter-Strike 2, diễn ra tại Thượng Hải từ ngày 1 đến ngày 15 tháng 12 năm 2024.

## Thay đổi qua từng thời kỳ

### Tính chuyên môn
Bắt đầu từ sau Dreamhack 2013, tám đội  tuyển hàng đầu của mỗi giải Major (những người lọt vào vòng loại trực tiếp) sẽ tự động giành được suất tham dự Major tiếp theo. Những đội này được gọi là "Legends". Tám đội còn lại được gọi là "Challengers", được quyết định bởi các vòng loại khu vực, chủ yếu đến từ Châu Âu và Bắc Mỹ. Một số lượng nhỏ các đội đã được mời trực tiếp hoặc giành được suất tham dự từ vòng loại cuối cùng để lấp đầy các vị trí cuối cùng khi cần thiết. Bắt đầu từ chu kỳ vòng loại DreamHack Open Cluj-Napoca 2015, Valve đã tạo ra một vòng loại chính gồm 16 đội trước Major. Tám đội cuối bảng từ giải đấu Major trước đó tự động giành được suất tham dự vòng loại giải đấu Major mới được thành lập và các vòng loại khu vực gửi các đội đến vòng loại chính, thay vì trực tiếp đến giải đấu Major.
Đối với MLG Columbus 2016, các vòng loại khu vực, dẫn đến vòng loại Chính, được thay thế bằng "Minors". Hệ thống Columbus Minors bao gồm bốn vòng loại khu vực và hai vòng loại "Last Chance", và kết quả là mời một đội đến từ châu Mỹ, hai đội châu Á, một đội CIS, một đội châu Âu và ba suất cuối cùng ở vòng loại. Hệ thống đã được đơn giản hóa trong giải Major sau, ESL One Cologne 2016, với việc loại bỏ các vòng loại Last Chance. Bốn Minor—Châu Á, CIS, Châu Âu, Châu Mỹ—đã được sử dụng. Hai đội từ mỗi vòng loại sẽ tham dự Vòng loại chính, gia nhập tám đội cuối bảng từ giải đấu Major trước đó. Tám đội dẫn đầu từ vòng loại 16 đội Major sẽ tiến tới giải đấu Major.
Tại ELEAGUE Major: Boston 2018, vòng loại Major được tích hợp vào Major đầy đủ như là giai đoạn đầu tiên trong ba giai đoạn, mở rộng số đội trong mỗi Major lên 24. Vòng loại chính được đổi tên thành "Challengers Stage", vòng bảng trước đây được đổi tên thành "Legends Stage", và vòng loại trực tiếp được đặt tên là "Champions Stage". Điều này đã tăng số lượng các đội nhận được lời mời tự động đến với Major lên 16 đội, trong khi vẫn giữ lại hệ thống Minor để lấp đầy tám vị trí còn lại trong giai đoạn một của Major. Legends - vẫn bao gồm các đội lọt vào vòng loại trực tiếp - tự động nhận được lời mời tham gia Champions Stage của giải đấu Major tiếp theo, trong khi các đội xếp hạng 9-16 nhận được lời mời tự động tham gia Challengers Stage của giải đấu Major sau. Vào ngày 28 tháng 8 năm 2018, ngay trước khi bắt đầu FACEIT Major: London 2018, Valve đã thông báo rằng họ sẽ giảm số lượng lời mời tham gia Major tự động xuống còn 14, bắt đầu từ London Major 2018: hai đội bất phân thắng bại trong giai đoạn đầu phải vượt qua Minors để trở lại kì Major tiếp theo.
Không giống như các môn thể thao truyền thống hoặc các giải đấu thể thao điện tử khác, Valve coi các tuyển thủ trong mỗi đội có các suất Major, thay vì bản thân tổ chức. Ví dụ, tại ELEAGUE Major 2017, Team EnVyUs xếp thứ chín, có nghĩa là nó sẽ có tự động có 1 slot tại vòng loại Major tiếp theo. Tuy nhiên, trước giải Major tiếp theo, ba trong số các tuyển thủ của EnVyUs đã chuyển sang G2 Esports, đồng nghĩa với việc Team EnVyUs đã mất suất tham dự vòng loại Major.

### Tổ chức thể thức giải đấu qua từng năm
Mặc dù vòng loại trực tiếp của Major thường diễn ra theo thể thức đấu loại trực tiếp 8 đội tiêu chuẩn, nhưng các vòng bảng đã thay đổi nhiều lần. Từ năm 2013 đến năm 2016, các giải Major đã sử dụng định dạng GSL bốn nhóm cho vòng bảng. Trong mỗi nhóm bốn đội, hai hạt giống cao hơn ban đầu sẽ đối mặt với hai hạt giống thấp hơn. Hai đội thắng ở lượt trận đầu tiên sẽ thi đấu để xác định đội nào được hạt giống cao nhất. Hai đội thua cũng sẽ thi đấu để loại một đội. Sau lượt trận thứ hai này, hai đội còn lại thi đấu để xác định đội nào giành suất cuối cùng để tiến vào playoff. Tất cả các trận đấu vòng bảng tại giải đấu Major đầu tiên đều là BO1. Giải Major cuối cùng của năm 2015 và cả hai giải Major vào năm 2016 đều theo thức B03 cho mỗi bảng.
Vòng bảng của ESL One Cologne 2015 đã gây ra một số tranh cãi. Ban đầu, ba trận đấu đầu tiên của vòng bảng bắt đầu giống như thể thức GSL tiêu chuẩn, xác định đội thắng. Tuy nhiên, các đội sau đó đã được phân công lại để hai đội thua cuộc thi đấu từ các nhóm khác nhau và sau đó trận đấu quyết định cũng sẽ là các đội từ các nhóm khác nhau.
Bắt đầu từ năm 2017, vòng bảng đã có hệ thống Swiss. Trước khi giải đấu diễn ra, các đội được chia thành 4 pool, trong đó pool 1 có bốn hạt giống cao nhất, pool 2 có bốn hạt giống cao nhất tiếp theo, .... Một đội được chọn ngẫu nhiên từ ô 1 sẽ đối đầu với một đội được chọn ngẫu nhiên từ ô 4. Quá trình tương tự được thực hiện với ô 2 và 3. Sau trận đấu hạt giống ban đầu, các đội thi đấu năm vòng đấu với các đội được bốc thăm ngẫu nhiên có cùng thành tích. Không có hai đội thi đấu hai lần trừ khi cần thiết. Nếu một đội thắng ba trận, thì đội đó sẽ đi tiếp vào vòng loại tiếp theo. Nếu một đội thua ba trận, đội đó sẽ bị loại. Tất cả các trận đấu đều là BO3 cho đến London Major 2018. Boston 2018 Major có hai vòng bảng Swiss;  giai đoạn trước đây được gọi là vòng loại Major Offline, giờ được gọi là New Challengers Stage và vòng bảng hiện được đổi tên thành New Legend Stage. London Major 2018 sử dụng một hình thức hơi khác của hệ thống Swiss, được gọi là hệ thống Buchholz, trong đó các trận đấu được xếp hạt giống thay vì ngẫu nhiên và vòng cuối cùng là BO3. Giải Major tiếp theo, Katowice 2019, có hệ thống Elo được cung cấp bởi cộng đồng, trong đó các đội tham gia xếp hạng 15 đội khác trước Legend Stage để tạo ra một hệ thống hạt giống cho mỗi vòng của hệ thống Swiss.
Vòng loại trực tiếp, hiện được gọi là New Champions Stage, có sự góp mặt của 8 đội ở tất cả các giải Major. Tất cả các trận đấu đều diễn ra theo thể thức BO3, loại trực tiếp. Khi định dạng GSL được sử dụng cho các vòng bảng, những người chiến thắng trong nhóm giành được hạt giống hàng đầu và người về nhì nhóm giành được hạt giống cuối cùng.  Mỗi hạt giống hàng đầu sẽ thu đấu với một hạt giống dưới cùng ở tứ kết. Với cách xếp hạt giống Swiss hiện tại, hai đội bất bại ở vòng bảng sẽ giành được hạt giống cao nhất. Hai trong ba hạt giống thấp nhất từ vòng bảng (đội đi tiếp với hai trận thua) được chọn ngẫu nhiên để đấu với các hạt giống cao. Hai trong ba hạt giống ở giữa (đội đi trước với một trận thua) được chọn ngẫu nhiên để thi đấu với nhau, và hai đội còn lại đối đầu với nhau để lọt vào vòng chung kết. 

### Cấm thi đấu
Valve đã cấm các tuyển thủ tham dự các giải Majors vì vi phạm tính công bằng, liêm chính trong thi đấu. Lệnh cấm của Valve Anti-Cheat (VAC) là cách phổ biến nhất mà người chơi bị cấm. VAC là một chương trình chống gian lận do Valve thiết kế để phát hiện gian lận trong CS:GO. Nếu phát hiện gian lận, tài khoản sẽ bị cấm chơi vĩnh viễn trên các máy chủ được bảo mật VAC. Các nhà cung cấp máy chủ khác, chẳng hạn như FACEIT và ESEA, có hệ thống chống gian lận của riêng họ và làm việc với Valve để phát hiện các gian lận mới. Một trong những lệnh cấm VAC nổi tiếng nhất đó chính là tuyển thủ Hovik "KQLY" Tovmassian.  KQLY, cùng với một số tuyển thủ chuyên nghiệp khác, đã bị cấm khi đang chơi cho đội xuất sắc nhất của Pháp, Titan.
Valve cũng đã cấm người chơi tham gia các sự kiện do Valve tài trợ vì lợi dụng bug của trận đấu. Lệnh cấm đầu tiên của Valve liên quan đến việc bán độ là một vụ việc đối với vụ bê bối bán độ của iBUYPOWER, trong đó nhà báo thể thao điện tử Richard Lewis tiết lộ rằng một trong những đội xuất sắc nhất Bắc Mỹ, iBUYPOWER, đã bán độ một trận đấu vì những skin có giá trị cao. Valve đã cấm vô thời hạn 7 tuyển thủ dính líu đến vụ bê bối tham dự bất kỳ giải đấu chuyên nghiệp nào. Tyler "Skadoodle" Latham là người chơi iBUYPOWER duy nhất không bị cấm, vì anh ta không nhận được bất kỳ khoản thanh toán nào sau trận đấu. Valve sau đó sẽ đưa ra lệnh cấm vĩnh viễn, gây ra một số tranh cãi trong cộng đồng Counter-Strike. Mặc dù các nhà tổ chức giải đấu ESL và DreamHack đã dỡ bỏ lệnh cấm của họ đối với các cựu tuyển thủ iBUYPOWER vào năm 2017, lệnh cấm Major đã kết thúc sự nghiệp cấp cao của hai trong số những In-game leaders xuất sắc nhất Bắc Mỹ (DaZeD và Joshua "steel" Nissan) và Braxton "swag" Pierce. Skadoodle đã giành chức vô địch Major với Cloud9. Sau lệnh cấm iBUYPOWER, đã có hai lệnh cấm ấn định trận đấu khác, dẫn đến việc 9 người chơi khác bị cấm tham gia các giải đấu Major.

## Danh sách các giải đấu Major
| Giải đấu                                   | Thời gian                                  | Đơn vị tổ chức                             | Địa điểm                                   | Vô địch                                    | Kết quả                                    | Á quân                                     | Ref.                                       |
| Kỉ nguyên Counter Strike: Global Offensive | Kỉ nguyên Counter Strike: Global Offensive | Kỉ nguyên Counter Strike: Global Offensive | Kỉ nguyên Counter Strike: Global Offensive | Kỉ nguyên Counter Strike: Global Offensive | Kỉ nguyên Counter Strike: Global Offensive | Kỉ nguyên Counter Strike: Global Offensive | Kỉ nguyên Counter Strike: Global Offensive |
| ------------------------------------------ | ------------------------------------------ | ------------------------------------------ | ------------------------------------------ | ------------------------------------------ | ------------------------------------------ | ------------------------------------------ | ------------------------------------------ |
| Dreamhack Winter 2013                      | 28 – 30 tháng 11, 2013                     | DreamHack                                  | Jönköping                                  | Fnatic                                     | 2–1                                        | Ninjas in Pyjamas                          | [ 57 ]                                     |
| EMS One Katowice 2014                      | 13 – 16 tháng 3, 2014                      | ESL                                        | Katowice                                   | Virtus.pro                                 | 2–0                                        | Ninjas in Pyjamas                          | [ 58 ]                                     |
| ESL One Cologne 2014                       | 14 – 17 tháng 8, 2014                      | ESL                                        | Cologne                                    | Ninjas in Pyjamas                          | 2–1                                        | Fnatic                                     | [ 59 ]                                     |
| DreamHack Winter 2014                      | 27 – 29 tháng 12, 2014                     | DreamHack                                  | Jönköping                                  | Team LDLC.com                              | 2–0                                        | Ninjas in Pyjamas                          | [ 60 ]                                     |
| ESL One Katowice 2015                      | 12 – 15 tháng 3, 2015                      | ESL                                        | Katowice                                   | Fnatic                                     | 2–1                                        | Ninjas in Pyjamas                          | [ 61 ]                                     |
| ESL One Cologne 2015                       | 20 – 23 tháng 8, 2015                      | ESL                                        | Cologne                                    | Fnatic                                     | 2–0                                        | Team EnVyUs                                | [ 62 ]                                     |
| DreamHack Open Cluj-Napoca 2015            | 28 tháng 10 – 1 tháng 11, 2015             | DreamHack                                  | Cluj-Napoca                                | Team EnVyUs                                | 2–0                                        | Natus Vincere                              | [ 63 ]                                     |
| MLG Columbus 2016                          | 29 tháng 3 – 3 tháng 4, 2016               | Major League Gaming                        | Columbus                                   | Luminosity Gaming                          | 2–0                                        | Natus Vincere                              | [ 64 ]                                     |
| ESL One Cologne 2016                       | 5 – 10 tháng 7, 2016                       | ESL                                        | Cologne                                    | SK Gaming                                  | 2–0                                        | Team Liquid                                | [ 65 ]                                     |
| ELEAGUE Major 2017                         | 22 – 29 tháng 1, 2017                      | ELEAGUE                                    | Atlanta                                    | Astralis                                   | 2–1                                        | Virtus.pro                                 | [ 66 ]                                     |
| PGL Major: Kraków 2017                     | 16 – 23 tháng 7, 2017                      | PGL                                        | Kraków                                     | Gambit Esports                             | 2–1                                        | Immortals                                  | [ 67 ]                                     |
| ELEAGUE Major: Boston 2018                 | 19 – 28 tháng 1, 2018                      | ELEAGUE                                    | Boston                                     | Cloud9                                     | 2–1                                        | FaZe Clan                                  | [ 68 ]                                     |
| FACEIT Major: London 2018                  | 12 – 23 tháng 9, 2018                      | FACEIT                                     | London                                     | Astralis                                   | 2–0                                        | Natus Vincere                              | [ 69 ]                                     |
| IEM Katowice Major 2019                    | 20 tháng 2 – 3 tháng 3, 2019               | ESL                                        | Katowice                                   | Astralis                                   | 2–0                                        | ENCE                                       | [ 70 ]                                     |
| StarLadder Major: Berlin 2019              | 28 tháng 8 – 8 tháng 9, 2019               | StarLadder ImbaTV                          | Berlin                                     | Astralis                                   | 2–0                                        | AVANGAR                                    | [ 71 ]                                     |
| PGL Major Stockholm 2021                   | 23 tháng 10 – 7 tháng 11, 2021             | PGL                                        | Stockholm                                  | Natus Vincere                              | 2–0                                        | G2 Esports                                 | [ 72 ]                                     |
| PGL Major Antwerp 2022                     | 9 – 22 tháng 5, 2022                       | PGL                                        | Antwerp                                    | FaZe Clan                                  | 2–0                                        | Natus Vincere                              | [ 73 ]                                     |
| IEM Rio Major 2022                         | 31 tháng 10 – 13 tháng 11, 2022            | ESL                                        | Rio de Janeiro                             | Outsiders                                  | 2–0                                        | Heroic                                     | [ 74 ]                                     |
| BLAST Major Paris 2023                     | 8 – 21 tháng 5, 2023                       | BLAST                                      | Paris                                      | Team Vitality                              | 2–0                                        | GamerLegion                                | [ 75 ]                                     |
| Kỉ nguyên Counter-Strike 2                 |                                            |                                            |                                            |                                            |                                            |                                            |                                            |
| PGL CS2 Major Copenhagen 2024              | 17 – 31 tháng 3, 2024                      | PGL                                        | Copenhagen                                 | Natus Vincere                              | 2–1                                        | FaZe Clan                                  | [ 76 ]                                     |
| Perfect World Shanghai Major 2024          | 1 – 15 tháng 12, 2024                      | Perfect World                              | Thượng Hải                                 | Team Spirit                                | 2–1                                        | FaZe Clan                                  | [ 77 ]                                     |
| BLAST Austin Major 2025                    | 9 – 22 tháng 6, 2025                       | BLAST                                      | Austin                                     | Team Vitality                              | 2–1                                        | The Mongolz                                | [ 78 ]                                     |

### Tổng số danh hiệu các tổ chức dành được
| Đội tuyển         | 1 | 2 | Giải đấu Major                                        |
| ----------------- | - | - | ----------------------------------------------------- |
| Astralis          | 4 | 0 | Atlanta 2017, London 2018, Katowice 2019, Berlin 2019 |
| Fnatic            | 3 | 1 | Jönköping 2013, Katowice 2015, Cologne 2015           |
| Natus Vincere     | 2 | 4 | Stockholm 2021, Copenhagen 2024                       |
| Virtus.pro        | 2 | 1 | Katowice 2014                                         |
| Team Vitality     | 2 | 0 | Paris 2023, Austin 2025                               |
| Ninjas in Pyjamas | 1 | 4 | Cologne 2014                                          |
| FaZe Clan         | 1 | 2 | Antwerp 2022                                          |
| Team Envy         | 1 | 1 | Cluj-Napoca 2015                                      |
| Team LDLC         | 1 | 0 | Jönköping 2014                                        |
| Luminosity Gaming | 1 | 0 | Columbus 2016                                         |
| SK Gaming         | 1 | 0 | Cologne 2016                                          |
| Gambit Esports    | 1 | 0 | Kraków 2017                                           |
| Cloud9            | 1 | 0 | Boston 2018                                           |
| Outsiders         | 1 | 0 | Rio 2022                                              |
| The Mongolz       | 0 | 1 | Austin 2025                                           |
| Team Liquid       | 0 | 1 | Cologne 2016                                          |
| Immortals         | 0 | 1 | Kraków 2017                                           |
| ENCE              | 0 | 1 | Katowice 2019                                         |
| Avangar           | 0 | 1 | Berlin 2019                                           |
| G2 Esports        | 0 | 1 | Stockholm 2021                                        |
| Heroic            | 0 | 1 | Rio 2022                                              |
| GamerLegion       | 0 | 1 | Paris 2023                                            |

## Các vật phẩm đặc trưng của giải đấu

### Sticker
Các Sticker là các vật phẩm ảo trong trò chơi mà người chơi có thể mua hoặc lấy từ các Viên Sticker. Sau đó, các Sticker có thể được sử dụng lên các khẩu súng trong trò chơi. Valve đã phát hành một thiết kế Sticker cho mỗi đội tham dự Major kể từ Katowice 2014, và Sticker có chữ ký của từng tuyển thủ chuyên nghiệp kể từ Cologne 2015. Hai loại sticker này có năm loại theo mức độ hiếm: Paper, Glitter, Holo, Foil và Gold. Với mỗi lần mua Sticker, một nửa số tiền thu được sẽ được chuyển đến người chơi hoặc đội và một nửa được chuyển đến Valve.
Những viên Sticker này là thứ duy nhất được bán ở mỗi giải đấu và chỉ có thể được mua tại thời điểm diễn ra giải đấu. Do sự hiếm có bắt buộc này, các Sticker từ các giải đấu Major đầu tiên có xu hướng trở nên đắt hơn theo thời gian. Ban đầu nó có giá dưới 10 đô la Mỹ, một một Sticker loại holo của đội tuyển iBUYPOWER từ Katowice 2014 đã được bán trên các thị trường thứ cấp với giá trung bình là 4.500$ vào năm 2017, và vào năm 2020, nhãn dán tương tự đã được bán với giá hơn 15.000$.

### Gói quà lưu niệm
Gói quà lưu niệm là những gói quà chứa skin súng dành riêng cho giải đấu CS:GO Majors. Những "Skin lưu niệm" này được xếp vào một trong số các loại Skin đắt nhất trong trò chơi vì độ hiếm của chúng. Sau khi Cloud9 trở thành nhà vô địch CS:GO Major đầu tiên của Bắc Mỹ tại Boston 2018, một skin lưu niệm có chữ ký của MVP trong trận chung kết, Tyler "Skadoodle" Latham, đã được bán với giá 61.000 đô la Mỹ.

### Cống hiến trong trò chơi
Sau những khoảnh khắc đặc biệt hoặc mang tính biểu tượng nhất trong các giải đấu Majors, Valve đã thêm các khoảnh khắc đặc biệt đó để tưởng niệm và tri ân trong trò chơi vào các map ở các địa điểm diễn ra sự kiện đó, thường ở dạng graffiti hoặc biển báo. Cho đến nay, đã có sáu khoảnh khắc trong Majors được Valve tưởng nhớ và tri ân, mặc dù một Graffiti đã bị xóa khi map Dust II được chỉnh sửa và cập nhật lại.